# Patrik Poór
Patrik Poór (* 25. listopadu 1993, Győr, Maďarsko) je maďarský fotbalový obránce a reprezentant, který v současnosti hraje za maďarský klub MTK Budapešť.

## Klubová kariéra
V profesionální kopané debutoval v maďarském klubu MTK Budapešť.

## Reprezentační kariéra
V A-mužstvu Maďarska debutoval 18. 11. 2014 v přátelském zápase v Budapešti proti týmu Ruska (prohra 1:2).